# Pistol
"Pistol" (ピストル) é o sétimo single da banda japonesa de rock Kuroyume, lançado em 17 de abril de 1996 e incluido no álbum Fake Star ~I'm Just a Japanese Fake Rocker~. Seu videoclipe venceu o MTV Video Music Awards de 1996. A canção também foi tema de encerramento do programa de televisão japonês Count Down TV. Além disso, foi usada em um comercial da Sprite no Japão.
Em 2011, a banda Nicotine fez um cover de "Pistol" para o álbum de tributo ao Kuroyume Fuck the Border Line.

## Recepção
O single alcançou a quarta posição nas paradas da Oricon Singles Chart. Foi certificado disco de ouro pela RIAJ por vender mais de 200.000 cópias.

## Faixas
Todas as letras escritas por Kiyoharu. 
| N.º | Título                                                          | Música   | Duração |  |
| 1.  | "Pistol" (ピストル)                                             | Kiyoharu | 4:42    |  |
| 2.  | "Walkin' on the edge"                                           | Hitoki   | 2:58    |  |
| 3.  | "Pistol original instrumental" (ピストル original instrumental) | Kiyoharu | 4:41    |  |

## Ficha técnica
- Kiyoharu - vocal
- Hitoki - baixo